# George Follmer
George Follmer (n. 27 ianuarie 1934) este un fost pilot de curse auto american care a evoluat în Campionatul Mondial de Formula 1 în sezonul 1973.